# Николета Караколева
Николета Караколева е българска футболистка от ЖФК Берое (Стара Загора). Националка до 17 и до 19 години. На 16 септември 2008 година дебютира за девойките до 17 години срещу Финландия.

## Биография
Николета Караколева е родена на 2 февруари 1993 година в град Стара Загора, България.